# Bogsch Erik
Bogsch Erik (Budapest, 1947. október 31. –) Széchenyi-díjas magyar vegyészmérnök, okleveles gazdasági mérnök, 1992 és 2017. november 1-je között a Richter Gedeon Nyrt. vezérigazgatója, azóta operatív elnöke.

## Életpályája
A Budapesti Műszaki Egyetemen 1970-ben szerzett vegyészmérnöki diplomát, majd 1974-ben gazdasági mérnöki képesítést. 1970 és 1977 között a kutatás-fejlesztés területén töltött be különböző pozíciókat a cégnél, amely akkor belföldön Kőbányai Gyógyszerárugyárként volt ismert. 1977 és 1983 között Mexikóban dolgozott a Medimpex irodavezetőjeként. 1983 és 1988 között a Richter Gedeon Rt. fejlesztési főmérnökhelyettese volt. Ezt követően, 1988 és 1992 között Londonban a Medimpex UK ügyvezető igazgatójaként dolgozott. 1992 novemberében nevezték ki a Richter Gedeon Rt. vezérigazgatójává. 2003. szeptember 1-jétől a Magyar Szellemitulajdon-védelmi Tanács elnöke. 2006 márciusától a Magyar Gyógyszergyártók Országos Szövetségének (MAGYOSZ) elnökségi tagja, a gyártók szekciójának elnöke, majd 2006 óta a MAGYOSZ elnöke.
A 2016-os Befolyás-barométer szerint ő Magyarország 35. legbefolyásosabb személye.

## Díjai, elismerései
- Eötvös-díj (1995)
- A Magyar Köztársasági Érdemrend kiskeresztje (1997)
- Széchenyi-díj (2001)
- Heller Farkas-díj (2002)
- Az Év Üzletembere díj (2005)
- Gábor Dénes-díj (2006)
- A Magyar Köztársasági Érdemrend középkeresztje (2007)
- A Figyelő  "Az Év Embere" díja (2016)[4]
- A Magyar Érdemrend nagykeresztje – polgári tagozata (2017)[5]